# HATS-5 b
HATS-5 b est une planète extrasolaire (exoplanète) confirmée en orbite autour de HATS-5, une étoile de type spectral G, âgée d'environ 3,6 milliards d'années et située à une distance d'environ 257 ± 8 parsecs du Soleil, dans la direction de la constellation australe de l'Éridan.
Sa découverte par la méthode des transits a été annoncée en 2014.
Avec une vraie masse de moins d'un quart de masse jovienne (0,237 ± 0,012 MJ) pour un rayon avoisinant celui de Jupiter (0,912 ± 0,025 RJ), HATS-5 b serait une planète géante gazeuse de faible masse volumique (0,39 ± 0,04 g·cm-3) et à la température d'équilibre élevée (1 025 ± 17 K).
HATS-5 b révolutionne autour de son étoile en moins de cinq jours (4,763 387 ± 0,000 010 j) et à la distance moyenne de 0,054 2 ± 0,000 6 ua, sur une orbite elliptique presque circulaire (excentricité de 0,019 ± 0,019) et dont le plan est presque perpendiculaire (inclinaison de 89,3 ± 0,3°) par rapport à l'équateur de son étoile.